# حساني جرافيت
حساني جرافيت (مواليد 16 يوليو 1996) هو لاعب كرة سلة أمريكي يلعب في مركز لاعب هجوم خلفي في نادي ليك لاند ماجيك.